# Smaragdina furthi
Smaragdina furthi es una especie de insecto coleóptero de la familia Chrysomelidae.
Fue descrita científicamente en 1999 por Erber & Medvedev.